# 게리 크로스비

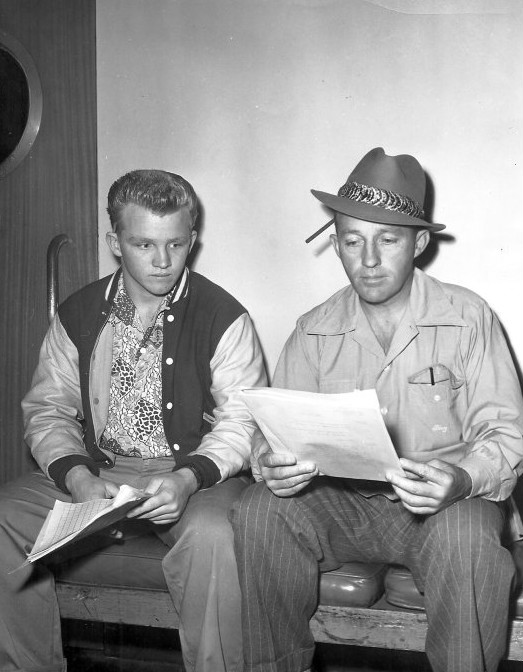

게리 크로즈비(Gary Crosby, 영어 발음: /ˈkrɒzbɪ/, 1933년 6월 27일 ~ 1995년 8월 24일)는 미국의 배우, 가수이다.
로스앤젤레스에서 태어났으며 버뱅크에서 사망하였다. 사인은 폐암이다.  포리스트 론 메모리얼 파크에 매장되었다.

## 출연 작품
- 스파이 게임(영어판) (1999년)
- 사랑의 데이트 (1978, Three on a Date)
- 위치 웨이 투 더 프론트 (1970년)
- 걸 해피 (1965년)
- 벤 케이시 (1961년)
- 스타 스팽글드 리듬 (1942년)

### 텔레비전
- 제12순찰대 (1969-75)
- 아이언사이드 (1971-74)
- 디즈니랜드 (1972) - 밥 에번스 역
- 119 구조대 (1972-75)
- 마커스 웰비 (1975)